# True Jackson
True Jackson (Originaltitel: True Jackson, VP) ist eine US-amerikanische Fernsehserie für Jugendliche, die zum ersten Mal am 8. November 2008 in den Vereinigten Staaten und am 21. Februar 2009 im deutschen Pay-TV startete, jeweils auf dem Fernsehsender Nick Premium. Am 4. April 2009 startete die Sendung auf dem Free-TV-Sender Nick. Die Hauptrolle spielt Keke Palmer als True Jackson.

## Handlung
Die 15-jährige True Jackson wird vom Sandwichstand weg als Chefin des Modelabels Mad Style engagiert. Mit Unterstützung ihrer Highschool-Freunde Lulu und Ryan entwirft sie Kleidung für Jugendliche, Skateboarder, Stars und Rockbands, organisiert ein Modelcasting, löst Probleme am Arbeitsplatz und schlägt sich mit neidischen Kollegen herum.

## Charaktere

### Hauptdarsteller
True Jackson
True ist die Hauptperson der Serie. Eines Tages kommt Max Madigan, der Chef von Mad Style, einer erfolgreichen Modefirma, an Trues Sandwichstand und ist begeistert von ihren von ihr selbst veränderten Mad Style-Klamotten, weswegen er sie als Vizepräsidentin von Mad Styles Young-Fashion-Abteilung einstellte. Anfangs hatte True große Schwierigkeiten in ihrem Job, aber nach und nach merkte sie, dass das Arbeitsleben dem Highschool-Leben (neidische Mitarbeiter, Lästereien, Probleme usw.) gleicht. True ist sehr witzig und kreativ wenn es um Mode geht, aber das Kochen und Backen sind nicht gerade ihre besten Fähigkeiten. Oftmals erzählt sie auf der Arbeit von Erlebnissen mit ihrer Familie, was meistens beinhaltet, dass ihre Mutter ihren Vater anschreit. Sie hat ein besonderes Geschick dafür, aus brenzligen Situationen das Beste zu machen. True ist heimlich verliebt in den Postjungen Jimmy, den Neffen ihres Chefs.
Louise „Lulu“ Johnson
Nachdem True ihre erste persönliche Assistentin gefeuert hatte, hat sie ihre beste Freundin Lulu eingestellt. Lulu ist naiv, unaufmerksam und ein bisschen trottelig und daher arbeitsmäßig eine Katastrophe, deshalb hat True sie ebenfalls gefeuert und anschließend wieder eingestellt. Trotz ihres manchmal sehr dusseligen Auftretens ist sie eine hervorragende Schülerin und hat eine besondere Stärke für Mathematik.
Ryan Laserbeam
Einst hat Ryan seinen Kaugummi in Trues Haar geklebt. Nachdem sich True bei ihm gerächt hatte, wurden die beiden beste Freunde. Ryan kennt sich mit Mode nicht gut aus, hält sich aber trotzdem gerne in Trues Büro auf. Alles, was ihn interessiert, sind Videospiele und dass ihn keiner dabei stört, diese zu spielen. Er hat einen Hamster namens "Truey Elliot Laserbeam" und obwohl er oft sehr einfältig erscheint, beweist er in einer Folge, dass ihm Lernen sehr leicht fällt, wenn er es nicht als Lernen, sondern als Quizshow auffasst. Ryan lädt oft True und/oder Lulu auf ein Eis ein, hat dann aber selbst kein Geld dabei.
Amanda Cantwell
Amanda war in ihrer Highschool-Zeit eine Außenseiterin, dennoch war sie die erfolgreichste Schulabgängerin, da sie Vizepräsidentin von Mad Style wurde. Sie feuert ihre Assistentinnen regelmäßig und ohne Begründung und stellt neue ein. Ihr Büro ist direkt neben dem von True. Amanda kann True nicht leiden. Sie denkt sich ständig neue, anspruchsvolle Aufgaben für True aus, nur um sie daran scheitern zu sehen. Ab und zu kommt es jedoch zu Situationen, in denen die beiden einander helfen.
Oscar
Oscar ist der Concierge von Mad Style. Er ist witzig, in der Regel immer gut gelaunt und weiß über alles Bescheid. Er pflegt gute Beziehungen zu True, Lulu, Ryan und Max. Amanda hingegen kann er nicht besonders gut leiden. Ab der 2. Staffel übernimmt er eine Hauptrolle.
Max Madigan
Max ist der Chef von Mad Style und der Moderator während der Meetings im Konferenz-Raum. Er ist immer nett, gibt True gute Ratschläge und hat die verrücktesten Ideen. Ab der 2. Staffel übernimmt er eine Hauptrolle.
Jimmy Madigan
Jimmy ist der Neffe von Max. Er arbeitet bei Mad Style als Briefkurier und ist sehr an Post interessiert. Er findet True sehr talentiert. Außerdem hat er eine Band, dessen Name vorerst Durchfall lautete. Nachdem ihnen viele Auftritte abgelehnt wurden, überlegt Jimmy sich einen neuen Namen. Ryans Vorschlag Feuer und Eis findet schnell Gefallen. Der Erfolg bleibt jedoch nach wie vor aus, da sie ziemlich schlechte Musik machen. In einer Folge kommt es zu einem Kuss zwischen ihm und True. Ab der 2. Staffel übernimmt er eine Hauptrolle. Eine Weile geht er mit dem Model Vivian aus, trennt sich aber später von ihr und geht mit True zum Schulball.

### Nebendarsteller
Kopelman
Kopelman sitzt in jedem Meeting im Konferenz-Raum und schaut zu. Weshalb er immer dort ist, ist bisher unbekannt, da er eigentlich nie etwas sagt. Max mag Kopelman nicht besonders. Er verbietet ihm viele Tätigkeiten bei Mad Style, schreit ihn immer an und schmeißt ihn immer raus. Kopelman sieht man fast immer am Essen.
Mikey J.
Mikey J. ist der Freund von Lulu aus der 1. und 2. Staffel. Er sagt andauernd "Ich weiß nicht, wie das hier läuft". Lulu kommen allerdings mehr als einmal Zweifel, ob Mikey J. sie wirklich liebt.
Doris Aidem Madigan
Doris Aidem Madigan ist die Schulbibliothekarin. Sie ist etwas verrückt und hat eine sehr hohe Stimme. True und Lulu wollten sie mit Max Madigan verkuppeln. Die beiden verliebten sich ineinander, doch als Max ihr in der Folge Die Hochzeit auf den Knien einen Heiratsantrag machte, lehnte sie vorerst ab, da sie etwas nicht so Traditionelles wollte. Als True eine ironische Äußerung von sich gab, ob Max mit einem Gartenstuhl, an dem Luftballons befestigt sind, daherschweben solle, verlangte Doris genau das. Doch das erwies sich als schwierig, denn Max hat Höhenangst. Schließlich schaffte er es doch und Doris nahm den Antrag an. Die Hochzeit fand in einem Zoo statt.

## Handlungsort
Das Unternehmen „Mad Style“ befindet sich in Manhattan, New York auf dem obersten Stockwerk eines großen Hochhauses. Es beinhaltet eine Lobby, viele Büros, einen Aufenthaltsraum, einen Konferenzraum, eine geheime Kleiderkammer, Toiletten sowie einen Lagerraum. Im Erdgeschoss befindet sich der Eisladen „Happy Berry Yum Yum“. Zwei Stockwerke unter dem Heizungskeller befindet sich ein Raum mit Monitoren für Überwachungskameras.

## Besetzung und Synchronisation
Die deutsche Synchronisation entstand nach einem Synchronbuch und unter der Dialogregie von Frank Schröder durch die Synchronfirma TV+Synchron in Berlin.
| Rolle               | Schauspieler     | Synchronsprecher     |
| ------------------- | ---------------- | -------------------- |
| True Jackson        | Keke Palmer      | Julia Kaufmann       |
| Lulu Johnson        | Ashley Argota    | Luisa Wietzorek      |
| Ryan                | Matt Shively     | Jesco Wirthgen       |
| Amanda Cantwell     | Danielle Bisutti | Claudia Gáldy        |
| Jimmy Madigan       | Robbie Amell     | Dirk Stollberg       |
| Oscar               | Ron Butler       | Frank Schröder       |
| Max Madigan         | Greg Proops      | Bernd Vollbrecht     |
| Kopelman            | Dan Kopelman     | keine                |
| Doris Aidem Madigan | Melanie Paxson   | Daniela Reidies      |
| Pinky Turzo         | Jennette McCurdy | Anne Helm            |
| Shelly              | Taylor Parks     | Katie Pfleghar       |
| Molly               | Laura Marano     | Jodie Blank          |
| Ella                | Jo-Anne Krupa    | Franca Orlia         |
| Kelsey              | Jordan Monaghan  | Shalin-Tanita Rogall |

## Trivia
- Der Name der Gastrolle Dakota North ist eine Anspielung auf den US-Bundesstaat North Dakota.
- Diese Serie wurde im 16:9-Format produziert, jedoch in Deutschland auf 4:3 skaliert. Später hat NICK es wieder auf 16:9 umgestellt.
- Die deutsche Erstausstrahlung auf Nick zwischen 2009 und 2011 umfasste lediglich die erste sowie die ersten 19 Folgen der zweiten Staffel. Die übrigen Folgen liefen zum ersten Mal im Rahmen der Wiederholung der kompletten Serie Anfang 2015 auf nicknight.